# ルース・ローマン
ルース・ローマン（Ruth Roman, 本名：ノーマ・ローマン(Norma Roman)、1922年12月22日 - 1999年9月9日）は、アメリカ合衆国の女優。
マサチューセッツ州リン出身。両親はリトアニア系ユダヤ人。
1940年代から1950年代にかけて、アルフレッド・ヒッチコック監督のスリラー映画『見知らぬ乗客』に出演したのを始め、カーク・ダグラス主演の『チャンピオン』、ゲイリー・クーパー主演の『ダラス』、ジェームズ・スチュワート主演の『遠い国』など、多くの映画で主人公の相手役を演じた。晩年は悪役も演じたほか、テレビドラマにも多数出演した。
1999年9月9日、76歳で死去。

## 主な出演作品

### 映画

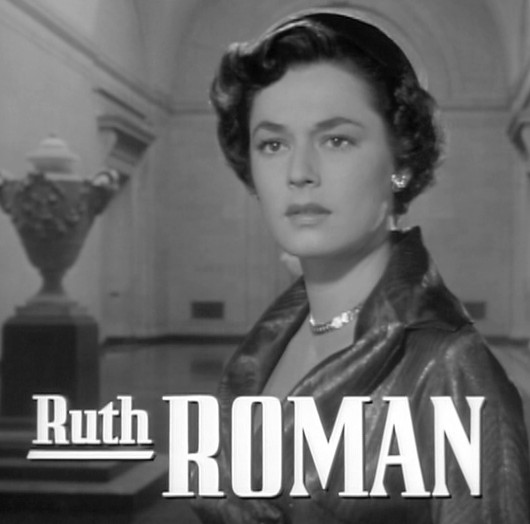
映画『見知らぬ乗客』（1951年）の予告編より

- ステージドア・キャンティーン Stage Door Canteen (1943) クレジットなし
- 君去りし後 Since You Went Away (1944) クレジットなし
- 失恋四人男 The Affairs of Susan (1945)
- 大空に駈ける恋 You Came Along (1945) クレジットなし
- ギルダ Gilda (1946)
- 恋愛超特急 Without Reservations (1946) クレジットなし
- マルクス捕物帖 A Night In Casablanca (1946) クレジットなし
- 大時計 The Big Clock (1948) クレジットなし
- 善人サム Good Sam (1948)
- チャンピオン Champion (1949)
- 窓 The Window (1949)
- 森の彼方に Beyond the Forest (1949)
- テレヴィジョンの王様 Always Leave Them Laughing (1949)
- 西部のバリケード Barricade (1950)
- 拳銃（コルト）45 Colt .45 (1950)
- 三人の秘密 Three Secrets (1950)
- ダラス Dallas (1950)
- 牧場の闇 Lightning Strikes Twice (1951)
- 見知らぬ乗客 Strangers on a Train (1951)
- 殺人波止場/殺人逃亡者 Tomorrow Is Another Day (1951)
- マニラ Mara Maru (1952)
- 吹き荒ぶ風 Blowing Wild (1953)
- 暗黒街脱出 The Shanghai Story (1954)
- タンガニイカ Tanganyika (1954)
- 遠い国 The Far Country (1954)
- 次はお前だ! Joe MacBeth (1955)
- 瓶の底（脱獄囚） The Bottom of the Bottle (1956)
- 硝煙 Great Day in the Morning (1956)
- 復讐の町 Rebel in Town (1956)
- にがい勝利 Bitter Victory (1957)
- アカプルコの出来事 Love has Many Faces (1965)
- ザ・ベイビー/呪われた密室の恐怖 The Baby (1973)
- 変質犯テリー/殺人コレクターの甘いうずき The Killing Kind (1973)
- キラー・インパルス/殺しの日本刀 Impulse (1974)
- アニマル大戦争 Day of the Animals (1977)

### テレビドラマ
- フォード・テレビジョン・シアター The Ford Television Theatre (1955-1956)
- ジェネラル・エレクトリック・シアター General Electric Theater (1955-1960)
- クライマックス! Climax! (1956)
- ボナンザ Bonanza (1959)
- 裸の町 Naked City (1960)
- アンタッチャブル The Untouchables (1961)
- 弁護士プレストン The Defenders (1962)
- ヒッチコック・サスペンス Alfred Hitchcock Presents (1963)
- ルート66 Route 66 (1963)
- バークにまかせろ Burke's Law (1963)
- イレブンス・アワー The Eleventh Hour (1963)
- ドクター・キルデア Dr. Kildare (1963-1964)
- アウター・リミッツ The Outer Limits (1964)
- 長く熱い夜 The Long, Hot Summer (1965-1966)
- FBIアメリカ連邦警察 The F.B.I. (1967)
- 0022アンクルの女 0022 Girl from U.N.C.L.E. (1967)
- ターザン Tarzan (1967)
- アイ・スパイ I Spy (1967)
- ネーム・オブ・ザ・ゲーム The Name of the Game (1968)
- スパイ大作戦 Mission: Impossible (1968)
- 二匹の流れ者 The Outcasts (1969)
- ドクター・ウェルビー Marcus Welby, M.D. (1969)
- ガンスモーク Gunsmoke (1969-1971)
- マニックス Mannix (1971)
- バージニアン The Virginian (1971)
- 鬼警部アイアンサイド Ironside (1971)
- 四次元への招待 Night Gallery (1972)
- モッズ特捜隊 The Mod Squad (1972)
- 燃えよ! カンフー Kung Fu (1974)
- 探偵キャノン Cannon (1974)
- 追跡者 Harry O (1976)
- 女刑事ペパー Police Woman (1977)
- ファンタジー・アイランド Fantasy Island (1980)
- ジェシカおばさんの事件簿 Murder, She Wrote (1987-1989)

## その他
1956年7月25日に起きた客船アンドレア・ドーリアの衝突・沈没事故の際、当時3歳の息子と共に乗船していて、救助された。